# جام جهانی اسکیت سرعت ۲۰۲۲–۲۳
جام جهانی اسکیت سرعت ۲۰۲۲–۲۳ یک تورنمنت بین‌المللی اسکیت سرعت است. این فصل که از ۶ رویداد تشکیل شده‌است، در ۱۱ نوامبر ۲۰۲۲ در استاوانگر، نروژ آغاز شد و در ۱۹ فوریهٔ ۲۰۲۳ در توماشوف مازوویتسکی، لهستان به پایان خواهد رسید. این جام جهانی توسط اتحادیه جهانی اسکیت سازماندهی می‌شود که علاوه بر این رویداد، جام‌های جهانی و مسابقات قهرمانی اسکیت سرعت مسیر کوتاه و اسکیت نمایشی را نیز برگزار می‌کند.

## تقویم
تقویم فصل ۲۰۲۲–۲۳
| شمارهٔ جام جهانی | مکان                       | ورزشگاه       | تاریخ        | ۵۰۰ متر | ۱٬۰۰۰ متر | ۱٬۵۰۰ متر | ۳٬۰۰۰ متر | ۵٬۰۰۰ متر | ۱۰٬۰۰۰ متر | استارت دسته‌جمعی | تعقیبی تیمی | سرعت تیمی |
| --------------- | -------------------------- | ------------- | ------------ | ------- | --------- | --------- | --------- | --------- | ---------- | --------------- | ----------- | --------- |
| ۱               | استاوانگر، نروژ            | سورمارکا آرنا | ۱۱–۱۳ نوامبر | م، ز    | م، ز      | م، ز      | ز         | م         |            | م، ز            | م، ز        |           |
| ۲               | هیرن‌فین، هلند              | تیالف         | ۱۸–۲۰ نوامبر | م، ز    | م، ز      | م، ز      | ز         | م         |            | م، ز            |             | م، ز      |
| ۳               | کلگری، کانادا              | المپیک اووال  | ۹–۱۱ دسامبر  | م، ز    | م، ز      | م، ز      | ز         | م         |            | م، ز            | م، ز        |           |
| ۴               | کلگری، کانادا              | المپیک اووال  | ۱۶–۱۸ دسامبر | م، ز    | م، ز      | م، ز      |           | ز         | م          | م، ز            |             | م، ز      |
| ۵               | توماشوف مازوویتسکی، لهستان | آیس آرنا      | ۱۰–۱۲ فوریه  | م، ز    | م، ز      | م، ز      | ز         | م         |            | م، ز            | م، ز        |           |
| ۶               | توماشوف مازوویتسکی، لهستان | آیس آرنا      | ۱۷–۱۹ فوریه  | م، ز    | م، ز      | م، ز      | ز         | م         |            | م، ز            |             | م، ز      |
| مجموع           | مجموع                      | مجموع         | مجموع        | ۶م، ۶ز  | ۶م، ۶ز    | ۶م، ۶ز    | ۵ز        | ۵م، ۱ز    | ۱م         | ۶م، ۶ز          | ۳م، ۳ز      | ۳م، ۳ز    |

## رتبه‌بندی جام جهانی
| رتبه | ورزشکار         | امتیاز |
| ---- | --------------- | ------ |
| ۱    | لورن دوبرو      | ۱۸۴    |
| ۲    | یوما موراکامی   | ۱۴۳    |
| ۳    | واتارو موریشیگه | ۱۲۷    |
| ۴    | کیم جون-هو      | ۱۲۴    |
| ۵    | مرین شپرکمپ     | ۱۱۸    |

| جایگاه | ورزشکار     | امتیاز |
| ------ | ----------- | ------ |
| ۱      | کیم مین-سون | ۱۸۰    |
| ۲      | ونسا هرزوگ  | ۱۵۱    |
| ۳      | یوتا لیردام | ۱۵۰    |
| ۴      | ارین جکسون  | ۱۱۵    |
| ۵      | فمکه کوک    | ۱۱۰    |

| جایگاه | ورزشکار       | امتیاز |
| ------ | ------------- | ------ |
| ۱      | لونر دوبرو    | ۱۳۹    |
| ۲      | هاین اوترسپیر | ۱۳۲    |
| ۳      | نینگ ژونگیان  | ۱۲۵    |
| ۴      | ریوتا کوجیما  | ۱۱۶    |
| ۵      | توماس کرول    | ۱۱۴    |

| جایگاه | ورزشکار         | امتیاز |
| ------ | --------------- | ------ |
| ۱      | یوتا لیردام     | ۱۸۰    |
| ۲      | میهو تاکاگی     | ۱۴۵    |
| ۳      | کیمی گوئتز      | ۱۲۸    |
| ۴      | کیم مین-سون     | ۱۲۶    |
| ۵      | آنتوانت دی یونگ | ۱۲۳    |

| جایگاه | ورزشکار      | امتیاز |
| ------ | ------------ | ------ |
| ۱      | کانر هووی    | ۱۵۲    |
| ۲      | نینگ ژونگیان | ۱۴۲    |
| ۳      | جردن استولز  | ۱۲۲    |
| ۴      | وزلی دیجز    | ۱۲۰    |
| ۵      | پاتریک روست  | ۱۱۷    |

| جایگاه | ورزشکار         | امتیاز |
| ------ | --------------- | ------ |
| ۱      | میهو تاکاگی     | ۱۷۴    |
| ۲      | آنتوانت دی یونگ | ۱۴     |
| ۳      | نادژدا موروزوا  | ۱۳۵    |
| ۴      | ماریکه گرونوود  | ۱۲۷    |
| ۵      | راین ویکلوند    | ۱۲۶    |

| جایگاه | ورزشکار     | امتیاز |
| ------ | ----------- | ------ |
| ۱      | پاتریک روست | ۱۸۰    |
| ۲      | بیو اسنلینک | ۱۴۵    |
| ۳      | داوید گیوتو | ۱۴۲    |
| ۴      | سندر ایترم  | ۱۲۹    |
| ۵      | کارس جانسمن | ۱۱۲    |

| جایگاه | ورزشکار         | امتیاز |
| ------ | --------------- | ------ |
| ۱      | راین ویکلوند    | ۱۶۸    |
| ۲      | ایرنه شووتن     | ۱۵۰    |
| ۳      | ماریکه گرونوود  | ۱۳۵    |
| ۴      | ایزابل وایدمان  | ۱۳۲    |
| ۵      | آنتوانت دی یونگ | ۱۲۰    |

| جایگاه | ورزشکار        | امتیاز |
| ------ | -------------- | ------ |
| ۱      | آندریا جوانینی | ۲۱۶    |
| ۲      | بارت هوولورف   | ۲۰۲    |
| ۳      | چونگ جائه-وون  | ۱۹۳    |
| ۴      | بارت سوئینگز   | ۱۸۷    |
| ۵      | فلیکس مالی     | ۱۸۵    |

| جایگاه | ورزشکار        | امتیاز |
| ------ | -------------- | ------ |
| ۱      | ایرنه شووتن    | ۲۶۰    |
| ۲      | ماریکه گرونوود | ۲۵۲    |
| ۳      | میا کیلبورگ    | ۲۱۰    |
| ۴      | لارا پوری      | ۲۰۷    |
| ۵      | اوانی بلاندین  | ۱۸۶    |

| جایگاه | ورزشکار             | امتیاز |
| ------ | ------------------- | ------ |
| ۱      | ایالات متحده آمریکا | ۱۲۰    |
| ۲      | نروژ                | ۹۶     |
| ۳      | کانادا              | ۹۴     |
| ۴      | هلند                | ۹۲     |
| ۵      | ایتالیا             | ۸۶     |

| جایگاه | ورزشکار             | امتیاز |
| ------ | ------------------- | ------ |
| ۱      | کانادا              | ۱۲۰    |
| ۲      | ژاپن                | ۱۰۲    |
| ۳      | هلند                | ۹۷     |
| ۴      | ایالات متحده آمریکا | ۸۶     |
| ۵      | لهستان              | ۸۳     |

| جایگاه | ورزشکار             | امتیاز |
| ------ | ------------------- | ------ |
| ۱      | چین                 | ۶۰     |
| ۲      | هلند                | ۵۴     |
| ۳      | ایالات متحده آمریکا | ۴۸     |
| ۴      | نروژ                | ۴۳     |
| ۵      | آلمان               | ۴۰     |

| جایگاه | ورزشکار             | امتیاز |
| ------ | ------------------- | ------ |
| ۱      | هلند                | ۶۰     |
| ۲      | کانادا              | ۵۴     |
| ۳      | ایالات متحده آمریکا | ۴۸     |
| ۴      | ژاپن                | ۴۳     |
| ۵      | لهستان              | ۴۹     |

## تعداد مدال‌ها
| رتبه            | کشور                | طلا | نقره | برنز | مجموع |
| --------------- | ------------------- | --- | ---- | ---- | ----- |
| ۱               | هلند                | ۱۴  | ۱۱   | ۱۴   | ۳۹    |
| ۲               | کانادا              | ۶   | ۷    | ۳    | ۱۶    |
| ۳               | ایالات متحده آمریکا | ۴   | ۲    | ۳    | ۹     |
| ۴               | ژاپن                | ۳   | ۵    | ۴    | ۱۲    |
| ۵               | کرهٔ جنوبی           | ۳   | ۲    | ۲    | ۷     |
| ۶               | نروژ                | ۲   | ۲    | ۴    | ۸     |
| ۷               | چین                 | ۲   | ۱    | ۱    | ۴     |
| ۸               | ایتالیا             | ۱   | ۱    | ۲    | ۴     |
| ۹               | آلمان               | ۱   | ۰    | ۰    | ۱     |
| ۱۰              | اتریش               | ۰   | ۳    | ۱    | ۴     |
| ۱۱              | قزاقستان            | ۰   | ۱    | ۱    | ۲     |
| ۱۲              | نیوزیلند            | ۰   | ۱    | ۰    | ۱     |
| ۱۳              | استونی              | ۰   | ۰    | ۱    | ۱     |
| مجموع (۱۳ کشور) | مجموع (۱۳ کشور)     | ۳۶  | ۳۶   | ۳۶   | ۱۰۸   |